# Región metropolitana del Valle del Rio Cuiabá

La Región Metropolitana del Vale do Rio Cuiabá (RMVRC) fue creada en 2009, mediante ley complementaria estatal nº 359, y comprende los municipios de Cuiabá, Várzea Grande, Nossa Senhora do Livramento y Santo Antônio de Leverger. En 2016, la composición de la RMVRC fue modificada por la Ley Complementaria nº 577, de mayo de 2016, añadiendo los municipios de Acorizal y Chapada dos Guimarães. La ley también define el entorno metropolitano, formado por los municipios de Barão de Melgaço, Jangada, Nobres, Nova Brasilândia, Planalto da Serra, Poconé y Rosário Oeste. Actualmente tiene una población de más de un millón de habitantes en la región metropolitana, siendo la 3ª región metropolitana del Centro-Oeste de Brasil, con alrededor de 1.134.425 habitantes.

## Municipios
| Municipio                   | Área (km²) | Población (2024) | PIB (mil R$) (2021) |
| --------------------------- | ---------- | ---------------- | ------------------- |
| Acorizal                    | 841,166    | 4 990            | 109 161,604         |
| Chapada dos Guimarães       | 6 206,573  | 19 374           | 1 214 582,853       |
| Cuiabá                      | 3 538,167  | 682 932          | 29 746 934,017      |
| Nossa Senhora do Livramento | 5 192,568  | 11 658           | 387 844,948         |
| Santo Antônio de Leverger   | 12 260,081 | 16 795           | 819 097,093         |
| Várzea Grande               | 938,057    | 314 627          | 9 916 990,51        |
| Total                       | 28 976,612 | 1 050 376        | 42 194 611,03       |

## Entorno Metropolitano
| Municipio         | Área (km²) | Población (2024) | PIB (mil R$) (2021) |
| ----------------- | ---------- | ---------------- | ------------------- |
| Barão de Melgaço  | 11 182,846 | 7 204            | 124 619,524         |
| Jangada           | 1 021,939  | 7 447            | 188 785,126         |
| Nobres            | 3 859,509  | 15 753           | 1 114 913,711       |
| Nova Brasilândia  | 3 266,215  | 3 853            | 109 136,205         |
| Planalto da Serra | 2 454,108  | 3 287            | 231 895,381         |
| Poconé            | 17 260,861 | 31 269           | 709 535,686         |
| Rosário Oeste     | 8 802,047  | 15 236           | 535 072,735         |
| Total             | 39 045,478 | 84 049           | 3 013 958,368       |